# Monumenta Germaniae Historica
Monumenta Germaniae Historica (с лат. — «Памятники германской истории», сокращённо MGH) — немецкий институт изучения Средневековья, задача которого состоит в осуществлении критического издания исторических источников европейского Средневековья и исследований по истории этого периода. Так же называется и издаваемая институтом серия публикаций средневековых исторических источников — незаменимое пособие в работе любого историка Средневековья.

## Структура
Основные публикации Monumenta Germaniae Historica в настоящее время разделены на пять частей:
1. Scriptores (лат. «писатели», MGH SS). Нарративные источники, такие как жития, хроники, анналы, истории, res gestae, трактаты и пр.
2. Leges (лат. «законы», MGH LL). «Правды», капитулярии, постановления церковных соборов, формулы и пр.
3. Diplomata (лат. «документы», MGH DD). Документы V—XIII вв.
4. Epistolae (лат. «письма»). Письма римских пап, монахов, королей VI—XIII вв.
5. Antiquitates (лат. «древности»). Средневековая латинская поэзия, некрологи, поминальные книги.

Институт также издаёт «малые», для нужд преподавания, избранные издания отдельных памятников в меньшем формате (Scriptores in usum scholarum); критический аппарат к ним несколько облегчён, но это также вполне добротные с научной точки зрения публикации, где иногда даётся уточнённый текст по сравнению с вышедшими ранее томами «больших» серий. Они также содержат перевод латиноязычных памятников на немецкий язык.
Многие тома MGH выходят новыми изданиями с учётом последних достижений медиевистики.

## История
MGH возникает на основе созданного в 1819 году бароном фон Штайном Общества изучения древнегерманской истории (Франкфурт-на-Майне). Одним из учредителей был лингвист Г. Ф. Гротефенд. В 1820 году начинается сбор источников по немецкой истории: в Германии не существовало общей единой архивной системы, документы разобщены и разбросаны по всей стране. Начинает публиковаться журнал «Архив Общества изучения древнегерманской истории». В 1823 году Общество получает поддержку со стороны государства. Одним из главных соучастников проекта являлась и является Баварская академия наук, созданная в 1759 году.
Вскоре проект возглавляет Георг Генрих Пертц, который предполагает за десять лет осуществить план публикации почти всех источников по следующим разделам: Scriptores, Leges, Diplomata, Epistolae, Antiquitates. Этот план выполняется до сих пор.
MGH становится центром развития исторической науки в Германии. Без деятельности этого проекта работа многих историков сильно затруднена, а в некоторых случаях — невозможна. Здесь же вырабатывались многие основополагающие принципы работы с источниками. Директора MGH в 1885-1886 и 1886-1887 годах Георг Вайц (ученик Ранке) и Вильгельм Ваттенбах соответственно были учителями таких видных историков, как Теодор Моммзен (1817—1903), Георг Зиммель (1858—1918), К. Цоммер и другие. Например, работа Зиммеля «Проблемы философии истории» (1892) имела большой успех (шесть переизданий в Германии) и оказала большое влияние на умы многих историков того времени. Труд Моммзена «Римская история» сохранил своё значение до наших дней (в MGH он издает серию Auctores antiquissimi).
В связи с объединением Германии MGH в 1875 году получает государственную поддержку, так как правительство осознает общественную значимость этого проекта, силу его влияния на образованные круги общества. Причём начиная со времени создания Германской империи, география публикуемых источников постоянно расширяется — MGH являлось своего рода индикатором общественного настроения: у определенной части немцев появляются имперские амбиции (так, в скором времени будет создан Пангерманский союз — в 1891 году).

## Руководство
Президенты организации:
- 1823—1873 — Георг Генрих Пертц
- 1875—1886 — Георг Вайц
- 1886—1888 — Вильгельм Ваттенбах
- 1888—1902 — Эрнст Людвиг Дюмлер
- 1906—1914 — Райнхольд Козер
- 1914—1919 — Михаэль Тангл (уполномоченный)
- 1919—1935 — Пауль Кер
- 1936—1937 — Вильгельм Энгель (уполномоченный)
- 1937—1942 — Эдмунд Штенгель
- 1942—1945 — Теодор Майер
- 1947—1958 — Фридрих Бетген
- 1958—1970 — Герберт Грундман
- 1971—1994 — Хорст Фурман
- 1994—2012 —  Рудольф Шиффер

## Методы
В связи с работой Общества изучения древнегерманской истории растет уровень техники издания исторических источников, их текстологической критики и анализа. Параллельно с этим развивается позитивизм, постепенно проникающим в историческую науку. Главными двигателями этого процесса являлись историк античности Бартольд Георг Нибур (1776—1831), считающийся основателем критического метода анализа источников в XIX веке, и историограф прусского государства (с 1841 года) Леопольд фон Ранке (1795—1886), занимавшийся главным образом политической историей Западной Европы XVI—XVII веков. Они декларируют основные принципы научной истории. Они доказывают право историков на адекватное изложение истории, описание фактов прошлого так, «как это было на самом деле» (знаменитые слова Ранке: wie es eigentlich gewesen). Причём историописание должно быть жестко основано на документах. С MGH тесно связан семинар Ранке по источниковедению, из которого выходят Георг Вайц (1813—1886) и другие видные историки (Ваттенбах, Бемер и другие). Названные процессы делают источниковедение самой главной исторической дисциплиной.
К середине XIX века историки разрабатывают метод филологической критики, предполагавший два глобальных этапа исследования:
1) расчленение источника на составные части, среди которых необходимо выявить более ранние и более поздние составляющие, благодаря чему становится возможным понять, что можно считать достоверным;
2) так называемой имманентной критике подвергаются все части источника, в том числе самые достоверные, для того чтобы понять, как интенции автора, его точка зрения оказали влияние на все остальное изложение.
Немецкие учёные-позитивисты были одни из первых в освоении этого метода. Наиболее яркий пример его использование — анализ сочинения Тита Ливия, проведённый Нибуром.

## MGH и национализм в Германии в XIX веке
Проект Monumenta Germaniae historica появляется на фоне процессов, связанных с развитием национализма в Германии.
В первой трети XIX века в Германии возникают национальные настроения, что во многом связано с унижением, вызванным целым рядом поражений от армии Наполеона (достаточно упомянуть только битвы под Йеной и Ауэрштадтом) и бесцеремонным поведением французов в Германии. Французская армия опустошила страну, за счёт которой себя содержала. Введение французской таможенной системы вызвало скачок цен. Также тот факт, что немцы начинают осознавать себя как нацию, можно объяснить как результат встречи с «другим», с французами — единым народом, объединённым одним государством. Так, уже зимой 1807/1808 гг. Иоганн Готлиб Фихте (1762—1814) выступает в Берлине со своими «Речами к немецкой нации», главная идея которых состояла в следующем: немецкий народ — народ исконный, способствующий своей борьбой с Францией историческому прогрессу. В это же время Эрнст Мориц Арндт (1769—1860) заявляет («Немецкие песни»), что немцы должны осуществить крестовый поход против Наполеона и обрести своё отечество. Партизанская война с французскими войсками воспринималась как война немецкого народа против захватчиков.
После войны движение за национальное объединение развивается. Яркими примерами могут служить празднование 300-летия Реформации в Вартбурге в 1817 году или так называемый Гамбахский праздник 1832 года, где в очередной выдвигались требования национального самоопределения немцев и создания свободной и единой Германии. В этом движение активное участие принимают студенчество и университетская профессура. К 1840-м гг. повсеместно начинают проводиться общегерманские певческие фестивали, общегерманские научные конференции, на которых в очередной раз подчеркивалось особое значение немцев, необходимость их объединения в единую нацию и так далее. Создаются разнообразные национальные памятники, например, Кёльнский собор, являвший собой символ единой немецкой церкви. Построен он был в готическом стиле, так как считалось, что этот стиль исконно германо-немецкий.
Национализм всегда стремится создать как минимум два мифа: о великом прошлом и о великом будущем. Касательно Германии выдающейся эпохой былого величия является средневековье. Обосновать первый миф, собрав и опубликовав исторические документы о славном прошлом Германии, было одной из целью созданного в 1819 году бароном фон Штайном Общества изучения древнегерманской истории.